# Zăbala

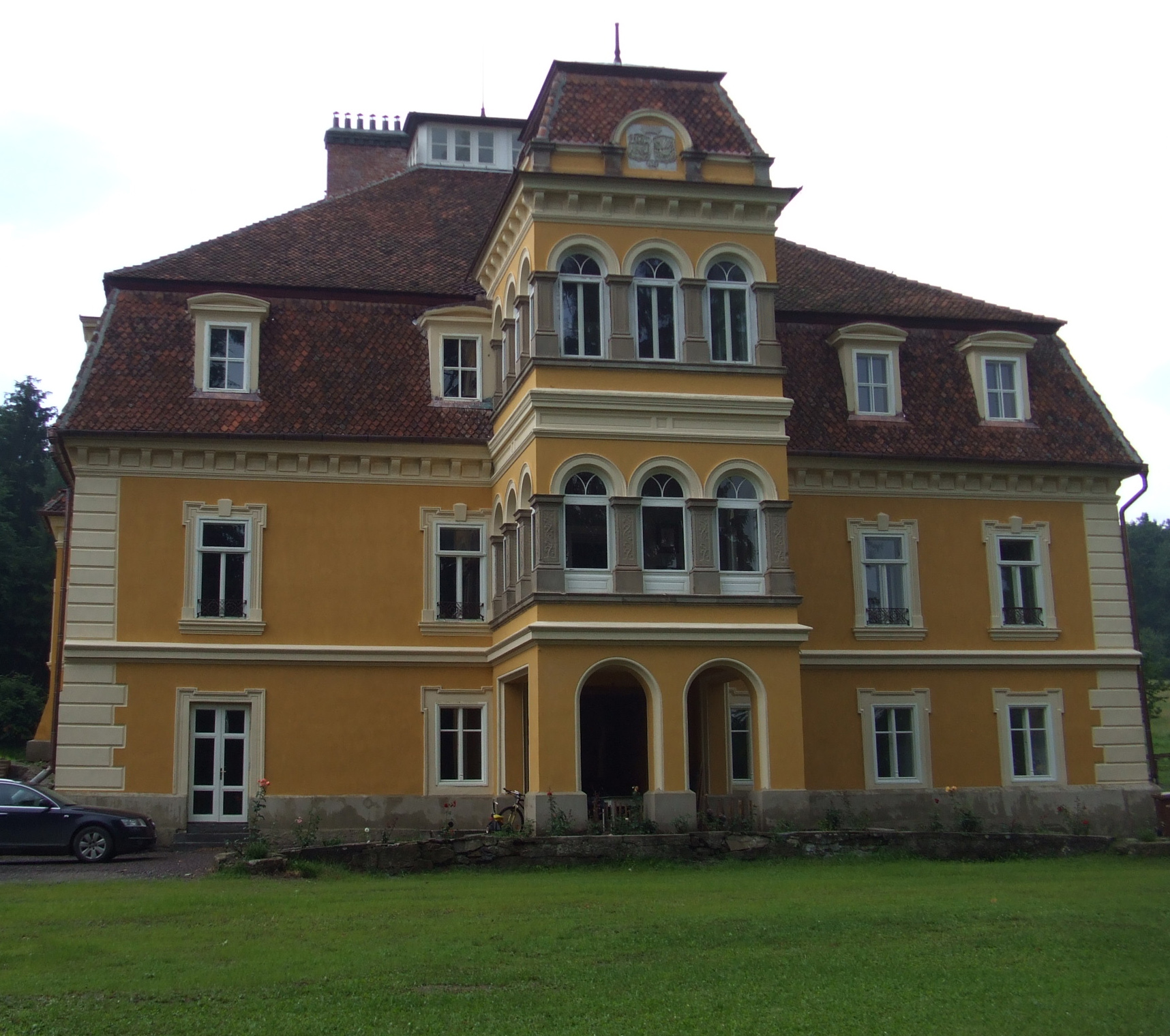
Slottet Mikes.

Zăbala (ungerska: Zabola) är en kommun och ort i județet Covasna i Seklerlandet i östra Transsylvanien i centrala Rumänien. Kommunen består av byarna Peteni (ungerska: Székelypetőfalva), Surcea (ungerska: Szörcse), Tamașfalău (ungerska: Székelytamásfalva) och Zăbala. Enligt folkräkningen 2011 hade Zăbala 4 512 invånare.